# Slanináda

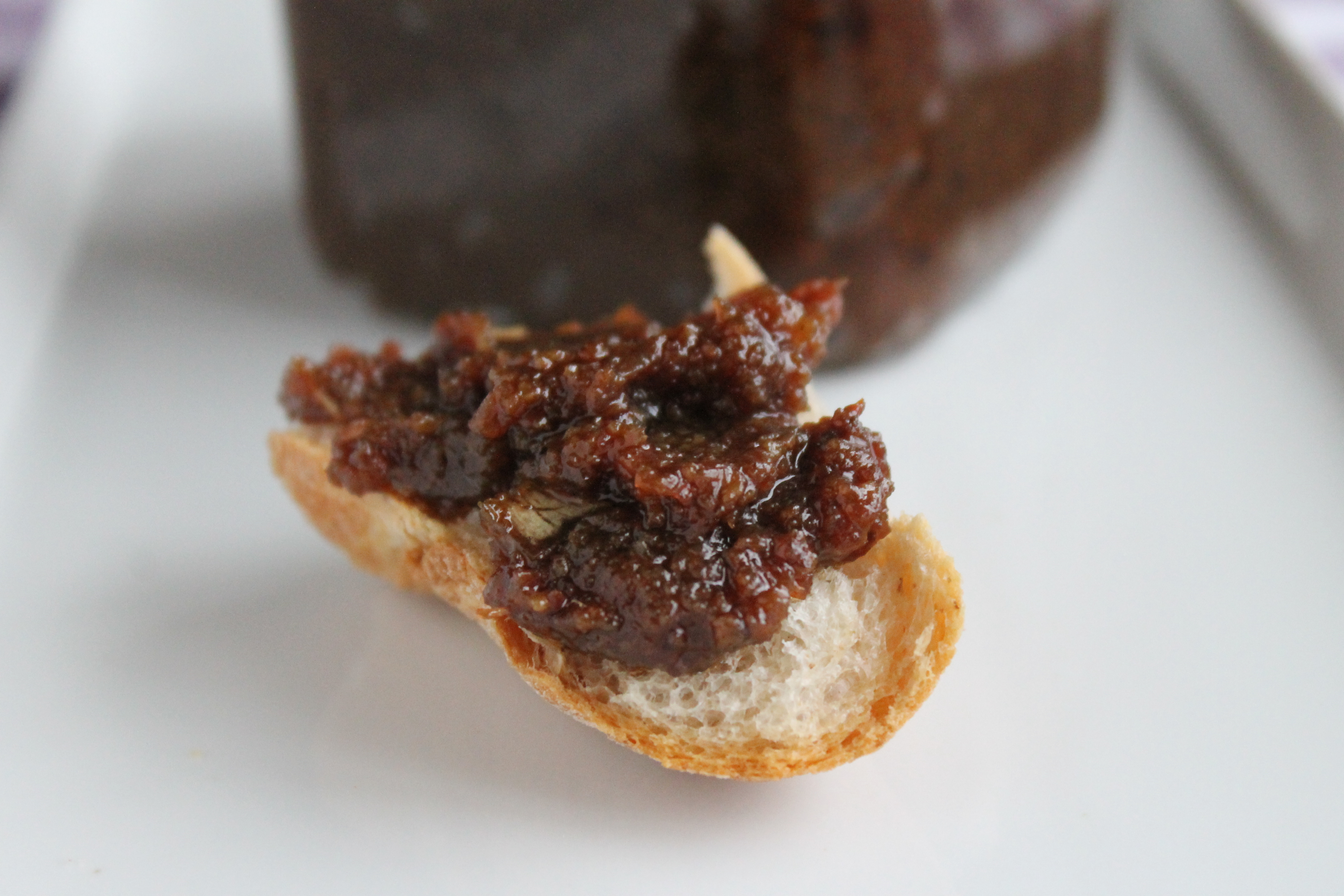
Slanináda na bagetě

Slanináda, nebo též slaninový džem, je sladko-slaná potravina, marmeláda připravená z (anglické) slaniny. Kromě této základní suroviny se do ní přidávají také cibule, cukr, ocet nebo koření. Je to varianta americké tradiční potraviny bacon jam.